# Warren Township (New Jersey)
Warren Township ist ein Township im Somerset County des Bundesstaats New Jersey in den USA. Das U.S. Census Bureau ermittelte bei der Volkszählung 2020 eine Einwohnerzahl von 15.923.

## Geographie
Nach den Angaben des United States Census Bureaus hat die Stadt eine Gesamtfläche von 50,9 km², wobei keine Wasserflächen miteinberechnet sind.

## Demographie
Nach der Volkszählung von 2000 gibt es 14.259 Menschen, 4.629 Haushalte und 3.939 Familien in der Stadt. Die Bevölkerungsdichte beträgt 279,9 Einwohner pro km². 86,28 % der Bevölkerung sind Weiße, 1,26 % Afroamerikaner, 0,04 % amerikanische Ureinwohner, 10,67 % Asiaten, 0,06 % pazifische Insulaner, 0,41 % anderer Herkunft und 1,28 % Mischlinge. 3,19 % sind Latinos unterschiedlicher Abstammung.
Von den 4.629 Haushalten haben 45,3 % Kinder unter 18 Jahre. 78,3 % davon sind verheiratete, zusammenlebende Paare, 4,8 % sind alleinerziehende Mütter, 14,9 % sind keine Familien, 12,2 % bestehen aus Singlehaushalten und in 5,0 % Menschen sind älter als 65. Die Durchschnittshaushaltsgröße beträgt 3,05, die Durchschnittsfamiliengröße 3,33.
29,7 % der Bevölkerung sind unter 18 Jahre alt, 4,6 % zwischen 18 und 24, 27,5 % zwischen 25 und 44, 27,0 % zwischen 45 und 64, 11,2 % älter als 65. Das Durchschnittsalter beträgt 39 Jahre. Das Verhältnis Frauen zu Männer beträgt 100:99,1, für Menschen älter als 18 Jahre beträgt das Verhältnis 100:95,6.
Das jährliche Durchschnittseinkommen der Haushalte beträgt 103.677 USD, das Durchschnittseinkommen der Familien 121.264 USD. Männer haben ein Durchschnittseinkommen von 80.231 USD, Frauen 46.356 USD. Der Prokopfeinkommen der Stadt beträgt 49.475 USD. 2,1 % der Bevölkerung und 0,7 % der Familien leben unterhalb der Armutsgrenze, davon sind 1,4 % Kinder oder Jugendliche jünger als 18 Jahre und 1,5 % der Menschen sind älter als 65.